# Unna
Unna város, 67.000 ember otthona Észak-Rajna-Vesztfália területén, Németországban. Ez a város ad helyet az Unna járásnak.

## Földrajz
Unna egy régi sókereskedelmi útvonalon található, Dortmund központjától 15 km-re (8 mérföldre).

## Városszerkezet
Unna részei:
| - Unna (központ) - Massen - Königsborn - Uelzen - Mühlhausen - Lünern - Stockum | - Westhemmerde - Billmerich - Hemmerde - Afferde - Siddinghausen - Kessebüren |

Massen és Königsborn ipari és bányászati terület, a többi terület vidékies jellegű.

## Történet
Unna történelme során nagyon sok háború, járvány és tűzvész pusztított.
A neolitikus korban már lakott terület volt, azonban később Hellweg városrészévé vált. A név először egy 1032-es egyházi dokumentumban szerepel. A következő néhány száz évben a város többször is harcolt, leégett több alkalommal. A 14. században a város gazdag lett, ez 1952-ben ásatások során talált nagy mennyiségű aranypénzből is megállapítható. Az érmék különböző országokból származnak, és úgy gondolják, hogy 1375 körül temették el az ott felfedezetteket. A 15. század közepén a város jelentős kereskedelmi központtá nőtte ki magát. 1597-ben több mint a lakosság fele meghalt a pestisjárvány során.
A 17. század elején a város többször gazdát cserélt vallási háborúk miatt, majd 1666-ban Poroszország fennhatósága alá került.
A lakosság létszáma 2500 főre nőtt a 19. században, 1900-ban pedig 15.000 főre. A régi városrészben sok favázas épület épült a 16. és a 19. század között.
Unna mezőgazdasági alapú város volt egészen a 19. századig, amikor már ipari jellegű lett. A szénbányászat 1870-ben kezdődött, az ipar függött tőle.
A második világháború után a bombázást túlélő kézművesek elkezdték helyreállítani az itt lévő sérült épületeket.

## Kultúra
Unna rendezi a legnagyobb olasz fesztivált Észak-Olaszországban kétévente.
Hasonlóan a többi német városhoz, Unnában készítenek hagyományos növényi italt, a "Herting Porter"-t, amelyet a város kapujánál árulnak a városba látogató turistáknak.

## Testvérvárosai
| - Waalwijk, Hollandia - Palaiseau, Franciaország - Döbeln, Szászország, Németország | - Ajka, Magyarország - Pisa, Olaszország, alakult 1996-ban - Kirklees, Anglia |